# Lummen
Lummen là một đô thị ở tỉnh Limburg gần Hasselt. Tại thời điểm ngày 1 tháng 1 năm 2006, Lummen có tổng dân số 13.691 người. Tổng diện tích là 53,38 km² với mật độ dân số 256 người trên mỗi km².